# Teo (personagem)

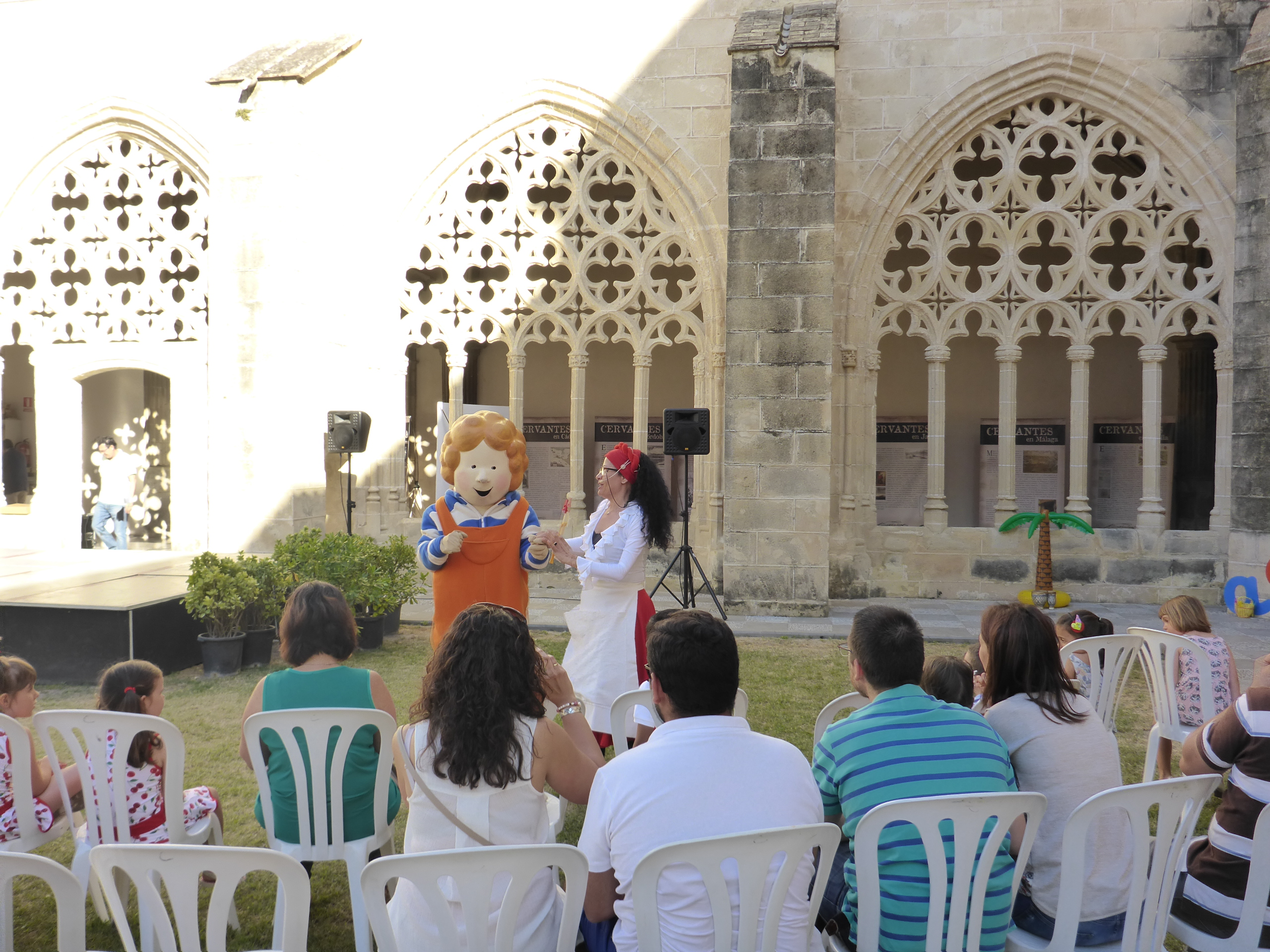
Teo na Feira do Livro, em Jerez 2016

Teo (Catalunha, 1977) é uma personagem de livros infantis criado em 1977, em Barcelona por Violeta Denou, pseudónimo de um grupo de três ilustradoras: Assumpció Esteban, Carlota Goyta e Anna Vidal. Por este trabalho, receberam a Medalha das Belas Artes do Conselho de Ministros do Governo Espanhol.

## História
A editora pediu às autoras que fizessem uma personagem. Estas fizeram várias e deram a eleger a uns meninos, que escolheram o conhecido personagem ruivo. Teo acabou por ser um grande sucesso em todos os cantos do mundo, tendo publicado mais de 150 títulos e sendo traduzido para mais de 15 idiomas. Devido a este êxito recebeu vários prémios internacionais de literatura infantil. Em 1996, os estúdios BRB Internacional fizeram uma adaptação para a televisão.
Os três primeiros livros são: Teo viaja de Comboio, Teo viaja de barco e Teo viaja de avião. O protagonista é Teo, um menino de quatro anos, que ajuda a passar valores aos mais novos. Teve um êxito enorme porque os mais novos identificaram-se com as suas aventuras diárias.
Em 2007, Teo cumpriu-se o seu 30º aniversário, onde foi celebrado por ser uma das personagens mais estimadas pelos mais pequenos. Teo, ao longo de todos estes anos fez parte da vida dos mais pequenos e contribuiu no seu crescimento e aprendizagem. Ofereceu uma de aprendizagem, através de jogos para os mais pequenos, desde os seus primeiros meses de vida até os 7 anos, a editora apostou em novas propostas de conteúdo, em múltiplos formatos.
Em 2009 decidiu-se modificar o volume Teo vai à praia para consciencializar os mais pequenos dos efeitos da exposição solar.
O Conselho de Ministros concedeu a Violeta Denou, autora de Teo, a Medalha das Belas Artes em 2011.